# Боргофранко-д’Ивреа
Боргофранко-д’Ивреа (итал. Borgofranco d'Ivrea, пьем. Borghfranch, либо Borghfranch d’Ivrèja) — коммуна в Италии, располагается в регионе Пьемонт, в провинции Турин.
Население составляет 3634 человека (2008 г.), плотность населения составляет 280 чел./км². Занимает площадь 13 км². Почтовый индекс — 10013. Телефонный код — 0125.
Покровителем коммуны почитается святой мученик Маврикий, празднование 22 сентября.

## Демография
Динамика населения:

## Администрация коммуны
- Официальный сайт: http://www.comune.borgofranco.to.it

## Города-побратимы
- Эмбрён (Франция)